# 七大恨
七大恨（しちだいこん、満洲語：ᠨᠠᡩᠠᠨ
ᠠᠮᠪᠠ
ᡴᠣᡵᠣ、転写：nadan amba koro）は、天命3年（1618年）に後金の建国者ヌルハチが示した檄文。ヌルハチはこの「七大恨」を掲げて明との戦争へと突入した。
七大恨の要旨は、以下の通りである。
- 第一、明朝は、理由もなくわが父と祖父を殺害した。(→明無端起釁邊陲害我祖父)
- 第二、明朝は、お互いに国境を越えないという女真との誓いを破った。
- 第三、明朝は、越境者を処刑したことの報復として、使者を殺して威嚇した。
- 第四、明朝は、われらとイェヘの婚姻を妨げ、女をモンゴルに与えた。
- 第五、明朝は、耕した土地の収穫を認めずに、軍をもって追いやった。
- 第六、明朝は、イェヘを信じて、われらを侮った。
- 第七、明朝は、天の意に従わず、イェヘを助けた。

七つの内容は、相互に重複した内容を含んでいることから、無理に七つ（縁起の良い数）にしたとも考えられている。この檄文を示したのち、ヌルハチは明とのサルフの戦いへ入った。